# クリス・ブロック
テレンス・クリストファー・ブロック（Terrence Christopher "Chris" Brock , 1970年2月5日 - ）は、アメリカ合衆国フロリダ州出身の元プロ野球選手（投手）。

## 経歴
ライマン高校からフロリダ州立大学へ進学。
1992年のMLBドラフト12巡目でアトランタ・ブレーブスに入団。1997年6月11日、メジャーデビュー。
その後は、サンフランシスコ・ジャイアンツ、フィラデルフィア・フィリーズ、ボルチモア・オリオールズでプレーした。
2003年、広島東洋カープに入団。打者の手元で微妙に変化する球を駆使し、先発として8勝を挙げたが、一方でリーグ最多の9与死球や1973年の江本孟紀の記録（10ボーク）を30年ぶり更新となる、当時シーズン最多日本記録の11ボークなど課題も残した（シーズン最多ボークは、2007年に阪神タイガースのエステバン・ジャンが12に更新した）。
広島に残留して迎えた2004年、春季キャンプ中に右肩の故障により検査のため帰国。状態が芳しくなかったため、登板の無いまま退団した。
2005年から復帰し、2007年は独立リーグのアトランティックリーグに加盟するランカスター・バーンストーマーズでプレーした。

## プレースタイル・人物
最速150km/hを超す手元で微妙に変化するストレートと、スライダー・カーブなどを投げる。
ピッチャーにしてはパワーがあり、2003年の広島在籍時には44打数14安打で打率.318、2本塁打、6二塁打を記録し、打者としての高い能力を見せた。7月10日の阪神戦では九回裏に代打起用され、ジェフ・ウィリアムスから死球を受けた。また、9月4日の阪神戦では三盗も記録するなど、投手以外の成績で目立ったところを見せている。2号ホームランは9月17日の甲子園での阪神戦で2-1でリードの五回表にトレイ・ムーアから打ったソロ本塁打。その試合は3-2で広島が勝ち、投球でも7回2失点で日本で最後となる8勝目を挙げた。

## 詳細情報

### 年度別投手成績
| 年 度    | 球 団    | 登 板 | 先 発 | 完 投 | 完 封 | 無 四 球 | 勝 利 | 敗 戦 | セ 丨 ブ | ホ 丨 ル ド | 勝 率 | 打 者 | 投 球 回 | 被 安 打 | 被 本 塁 打 | 与 四 球 | 敬 遠 | 与 死 球 | 奪 三 振 | 暴 投 | ボ 丨 ク | 失 点 | 自 責 点 | 防 御 率 | W H I P |
| -------- | -------- | ----- | ----- | ----- | ----- | -------- | ----- | ----- | -------- | ----------- | ----- | ----- | -------- | -------- | ----------- | -------- | ----- | -------- | -------- | ----- | -------- | ----- | -------- | -------- | ------- |
| 1997     | ATL      | 7     | 6     | 0     | 0     | 0        | 0     | 0     | 0        | --          | ----  | 144   | 30.2     | 34       | 2           | 19       | 2     | 0        | 16       | 2     | 1        | 23    | 19       | 5.58     | 1.73    |
| 1998     | SF       | 13    | 0     | 0     | 0     | 0        | 0     | 0     | 0        | --          | ----  | 120   | 27.2     | 31       | 3           | 7        | 1     | 0        | 19       | 0     | 0        | 13    | 12       | 3.90     | 1.37    |
| 1999     | SF       | 19    | 19    | 0     | 0     | 0        | 6     | 8     | 0        | 0           | .429  | 479   | 106.2    | 124      | 18          | 41       | 2     | 4        | 76       | 8     | 2        | 69    | 65       | 5.48     | 1.55    |
| 2000     | PHI      | 63    | 5     | 0     | 0     | 0        | 7     | 8     | 1        | 0           | .467  | 403   | 93.1     | 85       | 21          | 41       | 0     | 3        | 69       | 4     | 1        | 48    | 45       | 4.34     | 1.35    |
| 2001     | PHI      | 24    | 0     | 0     | 0     | 0        | 3     | 0     | 0        | 0           | 1.000 | 147   | 32.2     | 35       | 6           | 15       | 2     | 2        | 26       | 2     | 0        | 16    | 15       | 4.13     | 1.53    |
| 2002     | BAL      | 22    | 0     | 0     | 0     | 0        | 2     | 1     | 0        | 0           | .667  | 192   | 44.0     | 52       | 6           | 14       | 1     | 1        | 21       | 0     | 0        | 24    | 23       | 4.70     | 1.50    |
| 2003     | 広島     | 24    | 24    | 1     | 0     | 1        | 8     | 8     | 0        | --          | .500  | 632   | 144.0    | 165      | 23          | 37       | 1     | 9        | 88       | 3     | 11       | 75    | 63       | 3.94     | 1.40    |
| MLB：6年 | MLB：6年 | 148   | 30    | 0     | 0     | 0        | 18    | 17    | 1        | *0          | .514  | 1485  | 335.0    | 361      | 56          | 137      | 8     | 10       | 227      | 16    | 4        | 193   | 179      | 4.81     | 1.49    |
| NPB：1年 | NPB：1年 | 24    | 24    | 1     | 0     | 1        | 8     | 8     | 0        | --          | .500  | 632   | 144.0    | 165      | 23          | 37       | 1     | 9        | 88       | 3     | 11       | 75    | 63       | 3.94     | 1.40    |

- 各年度の太字はリーグ最高
- 「-」は記録なし
- 通算成績の「*数字」は不明年度がある事を示す

### 記録
NPB投手成績
- 初登板・初先発：2003年3月30日、対ヤクルトスワローズ3回戦（明治神宮野球場）、5回3失点で敗戦投手
- 初奪三振：同上、2回裏に古田敦也から空振り三振
- 初勝利・初先発勝利：2003年4月12日、対中日ドラゴンズ2回戦（ナゴヤドーム）、6回3失点

NPB打撃成績
- 初安打：2003年4月12日、対中日ドラゴンズ2回戦（ナゴヤドーム）、3回表に紀藤真琴から中堅フェンス直撃二塁打
- 初本塁打・初打点：2003年6月19日、対読売ジャイアンツ13回戦（札幌ドーム）、2回表に工藤公康から中越ソロ
- 初盗塁：2003年9月4日、対阪神タイガース22回戦（広島市民球場）、6回裏に三盗（投手：下柳剛、捕手：野口寿浩）

### 背番号
- 49（1997年）
- 51（1998年）
- 45（1999年 - 2002年）
- 42（2003年 - 2004年）